# Sialinsyra
Sialinsyra eller N-acetylneuraminsyra (Neu5Ac) är en modifierad monosackarid som består av elva kolatomer och är negativt laddad. På glykoproteiner sitter ofta sialinsyra längst ut på oligosackariden och när den lossnar fungerar det som en signal för nedbrytning. N-acetylneuraminsyra är den dominerande sialinsyran som finns i mänskliga celler och många däggdjursceller. Andra former, såsom N-glykolylneuraminsyra, kan också förekomma i celler.
Denna rest är negativt laddad vid fysiologiskt pH och finns i komplexa glykaner på muciner och glykoproteiner som finns vid cellmembranet. Neu5Ac-rester finns också i glykolipider, kända som gangliosider, en avgörande komponent av neuronala membran som finns i hjärnan.

## I biologin för bakteriella patogener
Neu5Ac är också viktig i biologin för ett antal patogena och symbiotiska bakterier eftersom den kan användas antingen som ett näringsämne, vilket ger både kol och kväve till bakterierna eller, i vissa patogener, kan aktiveras och placeras på cellytan. Bakterier har utvecklat transportörer för Neu5Ac för att göra det möjligt för dem att fånga det från dess miljö och ett antal av dessa har karakteriserats såsom NanT-proteinet från Escherichia coli, SiaPQM TRAP - transportören från Haemophilus influenzae och SatABCD ABC transporter från Haemophilus ducreyi.